# Avi Wortzman
Avraham (Avi) Wortzman, (Hebreeuws: אבי וורצמן) (Beër Sjeva, 29 oktober 1970) is een Israëlische politicus van Het Joodse Huis (HaBajiet HaJehoedie).
Wortzman werd aan een tweetal religieus-zionistische jesjiva's opgeleid, een verbonden aan Bnei Akiva, de grootste jeugdbeweging van deze joodse stroming, en een gesticht door de ook tot deze stroming behorende rabbijn Abraham Isaac Kook (1865-1935). Zijn dienstplicht vervulde hij bij het marinekorps de Givati-brigade terwijl hij tegelijkertijd een hesder jesjiva volgde.
Na zijn diensttijd richtte hij in 1993 in Beër Sjeva een Garin Torani op, een speciaal soort religieus-zionistische jesjiva met de naam Beit Moria, waarbinnen hij in het onderwijsgedeelte werkzaam was.
In 2008 leidde hij de Verenigde Religieuze Lijst bij de gemeenteraadsverkiezingen voor Beër Sjeva. De partij behaalde drie zetels en Wortzman sleepte het viceburgemeesterschap binnen met gemeenschapszaken en welzijn in zijn portefeuille. In hetzelfde jaar moest hij het afleggen tegen Daniel Hershkowitz voor het leiderschap van Het Joodse Huis. Voor de landsverkiezingen van 2013 vroeg de nieuwe politieke leider Naftali Bennett hem om zich kandidaat te stellen voor een zetel in de Knesset. Vanwege de glanzende verkiezingsoverwinning kon hij daadwerkelijk in het parlement zitting nemen en werd vervolgens ook als staatssecretaris voor onderwijs in het kabinet-Netanyahu III opgenomen. Wortzman wist in maart 2015 vanwege zijn tiende plaats op de kandidatenlijst geen zetel te bemachtigen in de 20e Knesset (Het Joodse Huis behaalde slechts acht zetels), waardoor zijn staatssecretariaatschap op 31 maart 2015 voortijdig eindigde. In december 2015 was hij voor drie dagen wederom lid van de Knesset.
Avi Wortzman is getrouwd en heeft vier kinderen.